# Mario D’Agata
Mario D’Agata (* 29. Mai 1926 in Arezzo; † 4. April 2009 in Florenz) war ein italienischer Boxer. Er war Weltmeister und Europameister der Berufsboxer im Bantamgewicht.

## Werdegang
Mario D’Agata war der Sohn einer kinderreichen Familie aus Arezzo. Wie zwei seiner Brüder wurde er taub geboren. Seine Eltern zogen mit ihm in den 1930er Jahren nach Rom, weil sie sich dort eine bessere Versorgung ihrer tauben Söhne erhoffte. Der junge Mario D’Agata begeisterte sich schon bald an den berühmten Boxern seiner Zeit, denen er nacheifern wollte. Er konnte aber wegen des II. Weltkrieges erst 1946 mit dem Boxen beginnen. Bis 1950 kämpfte er dann als Amateur und bestritt in diesem Zeitraum 110 Kämpfe, von denen er 90 gewann.
Ende 1950 wurde er Berufsboxer. Er gehörte dem „Box-Stall“ Ignis an und seine Manager waren Steve Klaus und L. Cecchi. Seinen ersten Kampf bestritt er am 14. Oktober 1950 in Siena und kam dabei nach 6 Runden zu einem Punktsieg über seinen Landsmann Giuseppe Salardi. Der Bantamgewichtler kämpfte sich dann in den nächsten drei Jahren, trotz einiger Rückschläge, an die Spitze der italienischen Boxer dieser Gewichtsklasse. Am 26. September 1953 kämpfte er als Herausforderer gegen Giovanni Zuddas in Arezzo um den italienischen Meistertitel im Bantamgewicht. Er gewann diesen Kampf durch Disqualifikation in der 9. Runde und war damit erstmals italienischer Meister.
Am 10. April 1954 verteidigte er diesen Titel in Mailand mit einem Punktsieg nach 12 Runden über Giovanni Zuddas erfolgreich. Am 15. Mai 1954 verlor Mario D’Agata in Tunis gegen den damaligen Welt-Ranglistenersten Robert Cohen nach Punkten. Er erschien danach in der Mai-Weltrangliste des Box-Fachblattes „The Ring“ auf Platz 8. Ende 1954 ging er nach Australien und besiegte dort am 10. Dezember 1954 in Melbourne den australischen Meister Bobby Sinn und am 10. Dezember 1954 den US-Amerikaner Billy Peacock, beides Boxer, die in der Weltrangliste vor ihm standen, jeweils nach 10 Runden nach Punkten. Er galt damit als offizieller Herausforderer von Robert Cohen, der zwischenzeitlich Weltmeister geworden war. Dieser Titelkampf kam aber vorerst nicht zustande. Am 29. Oktober 1955 boxte er dann in der Mailänder Vigorellibahn gegen den Franzosen Andre Valignat um den vakanten Europameistertitel (EBU). Er gewann diesen Kampf durch Disqualifikation in der 5. Runde, in der sich Valignat, der wegen unsauberen Boxens schon zwei Verwarnungen durch den Ringrichter hatte hinnehmen müssen, in Doppeldeckung an den Ringseilen verschanzte und den Kampf nicht mehr aufnahm.
Mario D’Agata erkämpfte sich dann mit zwei Siegen über den Puerto-Ricaner Jesús Rubio, den er am 21. März 1956 in Ravenna und am 18. Mai 1956 in Mailand jeweils nach Punkten besiegte, neuerlich das Herausforderungsrecht an den amtierenden Weltmeister (WBC) Robert Cohen. Dieser Kampf kam am 29. Juni 1956 im Olympiastadion in Rom vor 30.000 Zuschauern zustande. Nach ausgeglichenem Kampfverlauf erlitt Robert Cohen eine Augenbrauenverletzung, derentwegen er in der 7. Runde aus dem Kampf genommen werden musste. Mario D’Agata wurde daraufhin zum Weltmeister erklärt. Er war damit der zweite italienische Berufsboxer nach Primo Carnera, der Weltmeister wurde.
Am 1. April 1957 verteidigte er in Paris diesen Weltmeistertitel gegen den Franzosen Alphonse Halimi und verlor gegen diesen nach 15 Runden nach Punkten. Am 27. Oktober 1957 boxte er in Cagliari um den vakanten Europameistertitel im Bantamgewicht. Den im Kampf gegen Andre Valignat 1955 gewonnenen Europameistertitel hatte er satzungsgemäß vor dem WM-Kampf gegen Robert Cohen niederlegen müssen. Er besiegte dabei seinen italienischen Landsmann Federico Scarponi durch K. o. in der 8. Runde. Er trug diesen EM-Titel dann ein knappes Jahr und verlor ihn am 12. Oktober 1958 in Cagliari an den Sarden Piero Rollo, gegen den er nach 15 Runden nach Punkten verlor.
Seine Versuche, sich außerhalb Italiens durch Siege über starke Gegner wieder ins „Geschehen“ zu bringen, schlugen fehl. Er verlor z. B. am 5. Februar 1959 in Los Angeles gegen den Mexikaner José Becerra, der kurz darauf durch einen Sieg über Alphonse Halimi Weltmeister wurde, durch Abbruch in der 10. Runde und am 15. September 1959 in Wembley, UK, gegen den Briten Freddie Gilroy nach Punkten. Am 19. Februar 1962 kämpfte Mario D’Agata in Rom gegen Federico Scarponi um den italienischen Meistertitel im Bantamgewicht und verlor diesen Kampf nach 12 Runden nach Punkten. Danach beendete er seine Boxerkarriere.
Erläuterungen
- WBC = World Boxing Council
- EBU = Europäische Box-Union
- Linksauslager = Führhand ist die linke und Schlaghand ist die rechte Hand